# Charl Schwartzel
Charl Schwartzel (Johannesburgo, Sudáfrica; 31 de agosto de 1984) es un golfista sudafricano que ha obtenido diez victorias y 74 top 10 en el European Tour, destacándose el Masters de Augusta de 2011. Resultó cuarto en la temporada 2011 y octavo en 2010. Además, obtuvo la Orden de Mérito del Sunshine Tour en las temporadas 2004/05, 2005/06, 2006/07, 2010, así como el segundo puesto en 2009 y 2015, y el cuarto en 2014.
Schwartzel disputó tres ediciones de la Copa de Presidentes, donde anotó 6,5 puntos en 14 partidos.

## Carrera deportiva
En su etapa amateur, Schwartzel representó a Sudáfrica en el Torneo Eisenhower 2002. Con 18 años recién cumplidos, el golfista consiguió la tarjeta para disputar el European Tour 2003. Resultó tercero en el Abierto de Sudáfrica, sexto en el Open de España y décimo en el Abierto de Escocia.
Schwartzel ganó el Campeonato Alfred Dunhill de 2004, en tanto que acabó séptimo en el Open de España, octavo en el Abierto de Hong Kong y noveno en el Abierto de Italia. Por otra parte, fue tercero en el Casio World Open de Japón.
En 2005, Schwartzel fue segundo en el Abierto de Sudáfrica y el Campeonato PGA de Sudáfrica, y sexto en el Abierto de Portugal.
Schwartzel inició la temporada 2006 con un segundo puesto en el Campeonato Alfred Dunhill y un triunfo en el Vodacom Tour Championship. Luego fue segundo en el Players Championship de Europa y el Abierto de Escocia, cuarto en el Abierto de Portugal, quinto en el Nedbank Golf Challenge y octavo en el Campeonato de Abu Dabi. Así, culminó 18º en la Orden de Mérito del European Tour.
En 2007 ganó el Open de España, fue tercero en el Abierto de Portugal y el Campeonato PGA de Sudáfrica, séptimo en el Masters de Portugal y décimo en el Nedbank Golf Challenge.
En 2008 ganó el Madrid Masters y fue tercero en el Masters de Catar, quinto en el Masters Británico, sexto en el HSBC Champions y el Abierto Internacional BMW, y séptimo en el Abierto de Francia.
En 2009 fue segundo en el Campeonato Alfred Dunhill y el Campeonato Vodacom, cuarto en el Abierto de Joburgo, quinto en el Open de España y el Abierto de Singapur, y sexto en el Campeonato Británico de la PGA, el Masters de Portugal y el Masters Europeo.
En 2010 triunfó en el Abierto de África y el Abierto de Joburgo, en tanto que fue segundo en el WGC-Campeonato Cadillac y el Campeonato Alfred Dunhill, tercero en el Abierto de Houston, cuarto en el Abierto de Sudáfrica y octavo en el Abierto Internacional BMW. Por tanto, se colocó octavo en la clasificación final del European Tour.
En 2011 comenzó a disputar regularmente el PGA Tour en paralelo al European Tour. Ganó su primer torneo mayor, el Masters de Augusta. Además repitió victoria en el Abierto de Joburgo, finalizó segundo en el Campeonato de Tailandia, cuarto en el WGC-HSBC Champions, quinto en el Campeonato Mundial de Match Play y el Campeonato Mundial de Dubái, octavo en el Campeonato de Abu Dabi y noveno en el Abierto de los Estados Unidos. Así, resultó cuarto en la clasificación general del European Tour.
En 2012 ganó el Campeonato de Tailandia y el Campeonato Alfred Dunhill, fue segundo en el Nedbank Golf Challenge, tercero en el Campeonato Mundial de Dubái, cuarto en el Campeonato Cadillac y quinto en el Honda Classic. Así, resultó 16º en el European Tour.
En 2013, Schwarztel fue tercero en el Abierto de Los Ángeles y el Campeonato Byron Nelson, octavo en el Campeonato BMW y el Memorial Tournament. Además repitió victoria en el Campeonato Alfred Dunhill.
En 2014 fue cuarto en el WGC-Bridgestone Invitational, quinto en el Abierto de Los Ángeles, séptimo en el Abierto Británico, octavo en el Memorial Tournament y noveno en el WGC-Campeonato Cadillac.
En 2015 fue segundo en el Abierto de Sudáfrica, tercero en Greensboro, cuarto en el Campeonato Mundial de Dubái, séptimo en el Abierto de Estados Unidos y noveno en el Campeonato de Abu Dabi.
En la temporada 2016 obtuvo su tercera victoria en el Campeonato Alfred Dunhill.